# Hagaviken
För småorten i Luleå kommun, se Hagaviken, Luleå kommun

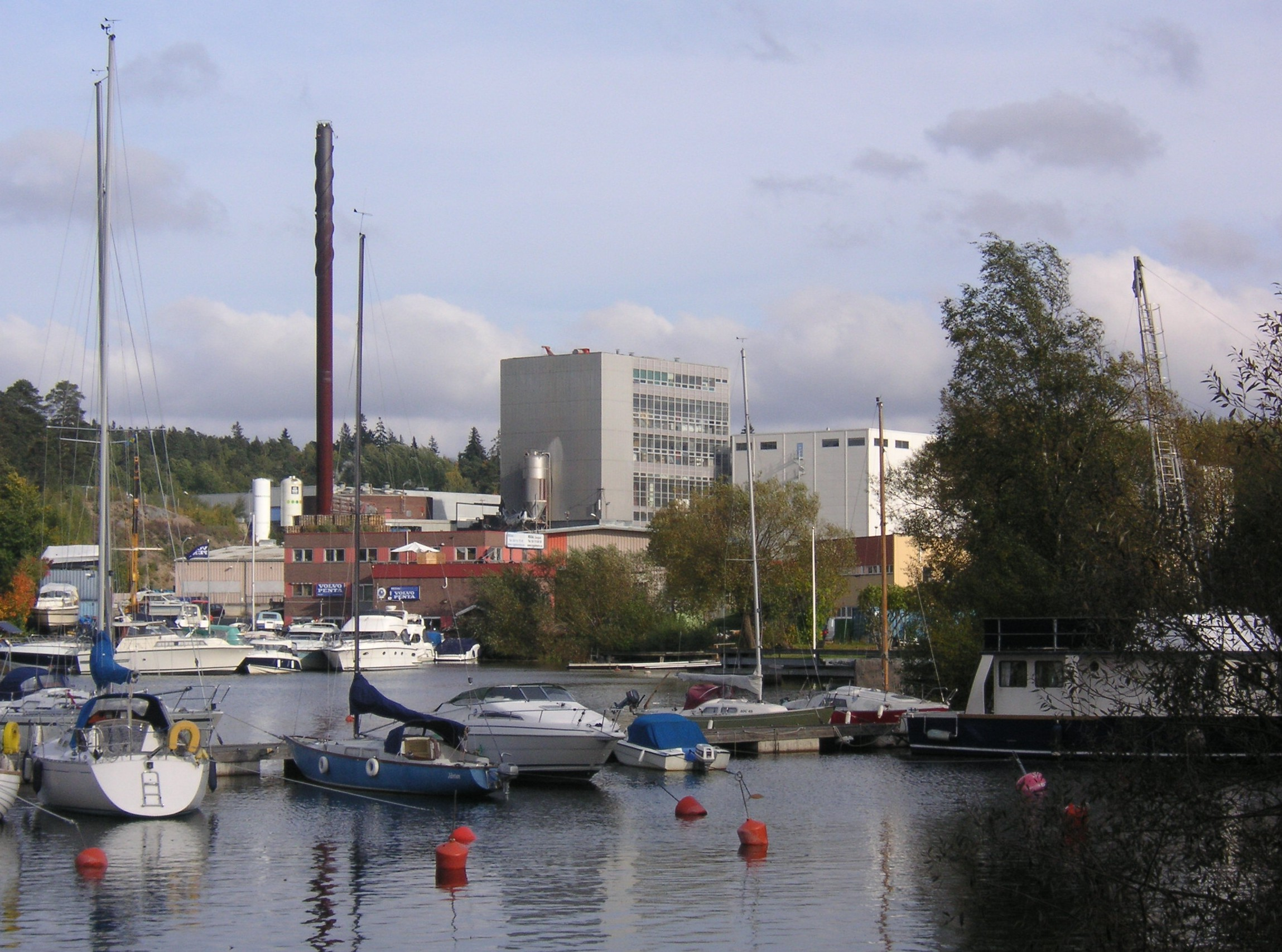
Hagaviken med Spendrups bryggeri, Vårby.

Hagaviken är en vik av östra Mälaren belägen mellan Huddinge kommun och Botkyrka kommun i Stockholms län. Kommungränsen går mitt genom viken. Vikens maximala vattendjup är 13 meter. Över Hagaviken går färjelinjen Ekeröleden mot Ekerö. Intill viken ligger två industrianläggningar: Spendrups bryggeri, Vårby och Söderenergis anläggning i Fittja. Längs vikens stränder finns flera bryggor för fritidsbåtar. 
Namnet härrör från Haga gård som var en utgård till säteriet Vårby gård. Mot norr övergår Hagaviken i Vårbyfjärden. Viken begränsas mot syd av ett sund där Fittjaviken vidtar. Här passerar motorvägen Södertäljevägen (E4/E20).
På General Carta öfwer Vårby säteri 1703 framgår att nuvarande Fittjaviken var en del av Hagaviken.
När Tumba pappersbruk grundades 1755 behövde bruket en bra transportled från Fittja. Då gick sjötransporten till Mälaren via Tullingesjön – Flottsbrokanalen  – Albysjön – Fittjaviken – Hagaviken.